# Boris Berian
Boris Berian (Colorado Springs, 19 dicembre 1992) è un mezzofondista statunitense, campione mondiale indoor degli 800 metri piani a Portland 2016.

## Palmarès
| Anno | Manifestazione  | Sede           | Evento      | Risultato | Prestazione | Note                                     |
| ---- | --------------- | -------------- | ----------- | --------- | ----------- | ---------------------------------------- |
| 2016 | Mondiali indoor | Portland       | 800 m piani | Oro       | 1'45"83     | Miglior prestazione personale stagionale |
| 2016 | Giochi olimpici | Rio de Janeiro | 800 m piani | 8º        | 1'46"15     |                                          |